# George Fawcus
George Dormer Fawcus (North Shields, 20 luglio 1858 – Blonay, 14 aprile 1925) è stato un calciatore e dirigente sportivo inglese.

## Biografia
Membro della folta comunità inglese di Genova degli anni a cavallo del Novecento, sposò il 28 dicembre 1889 l'inglese Alice Emma Anderson. Nel capoluogo ligure divenne socio fondatore del Genoa, rivestendo in seguito anche il duplice ruolo di giocatore e presidente del club.  I suoi interessi economici vertevano sulle forniture navali ed il commercio del carbone. In seguito lasciò Genova per la Svizzera per curarsi e morì a Blonay nel 1925.

### Calciatore
Al Genoa sin dal 1893, con i Grifoni disputò e vinse il campionato del 1900, disputando sia l'incontro di qualificazione del girone ligure contro la Sampierdarenese che la finale contro il Torinese del 22 aprile 1900. Disputò il suo unico campionato all'età di quasi 42 anni. Nel 1902 risultava ancora nella rosa del Genoa.

### Dirigente sportivo

La Coppa Fawcus definitivamente nelle mani del Genoa nel 1904.

Socio del Genoa, venne eletto presidente il 2 gennaio 1899. Sotto il suo mandato, che durò sino al 1904 i rossoblu vinsero 5 scudetti di calcio; Fawcus vinse il campionato del 1900 oltre che come presidente anche come giocatore, essendo in campo in entrambi i match disputati. Nel 1901 ideò la Coppa Fawcus, che donò alla federazione con il compito di organizzare un trofeo alternativo al campionato che il Genoa riuscì ad aggiudicarsi definitivamente il trofeo nel 1904. Lasciò la carica di presidente per l'aggravarsi delle sue condizioni di salute nel 1904 ad Edoardo Pasteur.

### Cricket
Praticò anche il gioco del cricket, vestendo anche la fascia di capitano della squadra di cricket rossoblu, sin dal 1893.

## Palmarès

### Calciatore

#### Club

##### Competizioni nazionali
- Campionato italiano: 1

Genoa: 1900